# Гергардт Фюрбрінгер
Гергардт Фюрбрінгер (нім. Gerhardt Fürbringer; 13 липня 1884 — 17 березня 1972) — німецький офіцер-підводник, капітан-лейтенант.

## Біографія
Син лікаря. 1 квітня 1903 року вступив в кайзерліхмаріне. Учасник Першої світової війни. З 14 лютого 1915 року —  командир підводного човна SM U-40. Під час першого походу 23 червня 1915 року човен був торпедований британським траулером Taranaki і потонув. 29 членів екіпажу загинули, а 3 вцілілих, включаючи Фюрбрінгера, потрапили в полон. 28 липня 1920 року звільнений у відставку.

## Звання
- Морський кадет (1 квітня 1903)
- Фенріх-цур-зее (15 квітня 1904)
- Лейтенант-цур-зее (28 вересня 1906)
- Оберлейтенант-цур-зее (27 березня 1909)
- Капітан-лейтенант (27 січня 1915)

## Нагороди
- Орден Корони (Пруссія) 4-го класу